# Israelische Badmintonmeisterschaft 2007
Die Israelische Badmintonmeisterschaft 2007 fand vom 11. bis zum 12. Mai 2007 im Kibbuz Hatzor statt.

## Medaillengewinner
| Disziplin    | Gold                                 | Silber                       | Bronze                         |
| ------------ | ------------------------------------ | ---------------------------- | ------------------------------ |
| Herreneinzel | Nir Yusim                            | Misha Zilberman              | Alexander Bass                 |
| Herreneinzel | Nir Yusim                            | Misha Zilberman              | Aviv Sade                      |
| Dameneinzel  | Svetlana Zilberman                   | Alexandra Levina             | Mor Bittermann                 |
| Dameneinzel  | Svetlana Zilberman                   | Alexandra Levina             | Oksana Shevorov                |
| Herrendoppel | Nir Yusim Alexander Bass             | Amir Moses Reuven Moses      | Aviv Sade Eitan Hall           |
| Herrendoppel | Nir Yusim Alexander Bass             | Amir Moses Reuven Moses      | Ilia Konyak Philip Perlov      |
| Damendoppel  | Svetlana Zilberman Svetlana Kapelyan | Olga Shitikov Alina Pugach   | Hila Torbilo Mariana Lerner    |
| Mixed        | Misha Zilberman Svetlana Zilberman   | Alexander Bass Olga Shitikov | Reuven Moses Mariana Lerner    |
| Mixed        | Misha Zilberman Svetlana Zilberman   | Alexander Bass Olga Shitikov | Oleg Hoturner Alexandra Levina |